# Åke Sandstedt
Åke Sandstedt, född 1951, är en svensk författare från Vejbystrand i nordvästra Skåne.